# Пильников, Григорий Петрович
Григорий Петрович Пильников (1754, Москва — 1818, Санкт-Петербург) — русский архитектор.

## Биография
Родился в 1754 году в Москве. В 1763 году его отца перевели по службе в Санкт-Петербург. Он определил Григория в Академию художеств, откуда его вскоре перевели в Канцелярию от строений, в помощники французского учёного-математика П. А. де Сент-Илера, занимавшегося составлением генерального плана Петербурга в аксонометрии (закончен в 1772 году).
В 1773 году Пильников стал помощником архитектора, работал в Царском Селе помощником Ч. Камерона. С 1780 года принимал активное участие в создании Павловского парка. К 1786 году дослужился до чина титулярного советника. Чин архитектора ему присвоили в 1797 году, через год — чин коллежского асессора. Г. П. Пильников работал с Дж. Кваренги, В. Бренной, Ж. Тома де Томоном, А. Бетанкуром. В 1798 году был арестован из-за несчастного случая при строительстве Михайловского замка, где он был одним из архитекторов. Провёл несколько месяцев в тюрьме, был оправдан, но орден святого Станислава за успешное окончание строительства так и не получил (был представлен к нему в год своей смерти).
Для Г. Р. Державина по проекту Пильникова был построен дом на р. Фонтанке (перестроен Н. А. Львовым), на Каменном острове — дача Ф. Опочинина, в Павловске — дом А. Х. Бенкендорфа.

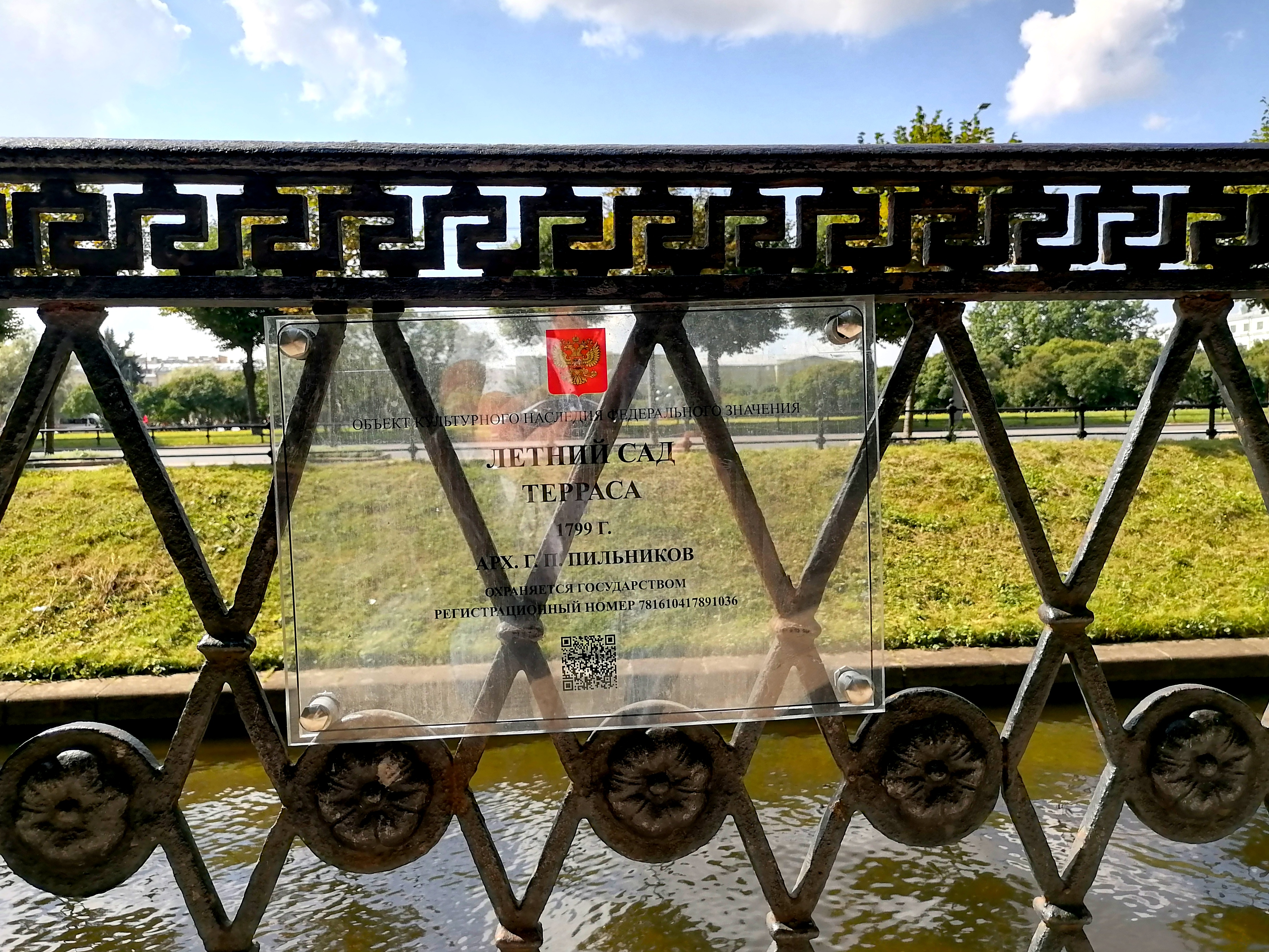
Терраса Лебяжьей канавки

По его проекту была создана терраса в Летнем саду со стороны Лебяжьей канавки, на Каменном острове в 1809—1811 годах осуществлена прокладка Крестовского канала, Большой аллеи, создание набережной реки Крестовки.
Умер в 1818 году. Похоронен на Литераторских мостках.